# Oberwaltersdorf (Herrschaft)

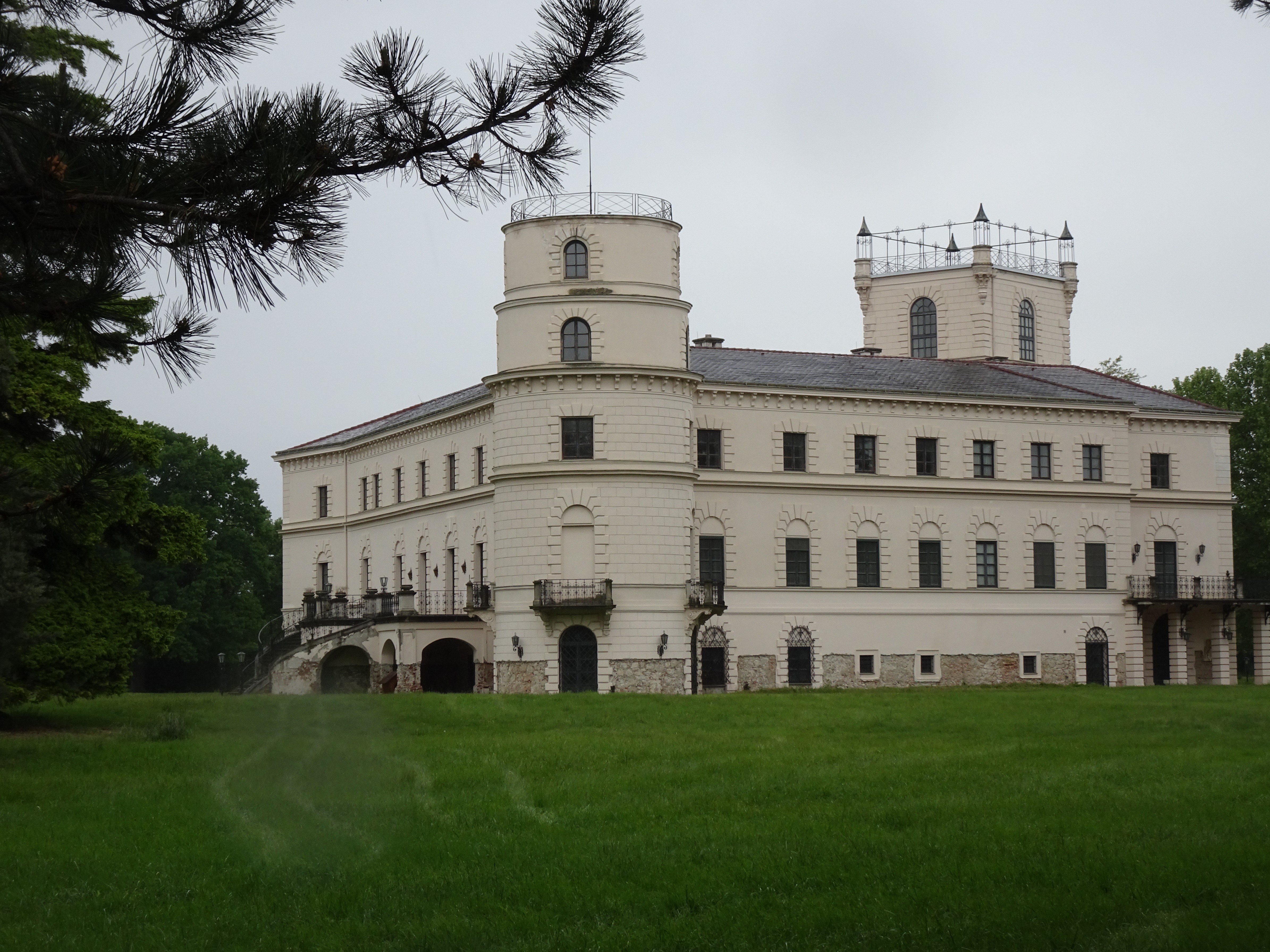
Schloss Oberwaltersdorf

Die Herrschaft Oberwaltersdorf war eine Grundherrschaft im Viertel unter dem Wienerwald im Erzherzogtum Österreich unter der Enns, dem heutigen Niederösterreich.

## Ausdehnung
Die Herrschaft umfasste zuletzt die Ortsobrigkeit über Oberwaltersdorf und Oyenhausen. Der Sitz der Verwaltung befand sich im Schloss Oberwaltersdorf.

## Geschichte
Letzter Inhaber der Familienfideikommissherrschaft war Fürst Ferdinand von Trauttmansdorff , der die Herrschaft als Folge der Reformen 1848/1849 auflöste.